# Equilibrierung
Als Equilibrierung (oder Äquilibrierung) bezeichnet man den Vorgang, bei dem ein System in seinen Gleichgewichtszustand übergeht. Der Equilibrierungsprozess braucht nicht von außen angetrieben zu werden, sondern läuft (bei abgeschlossenen und ungestörten Systemen) in einem Nichtgleichgewichtsprozess von selbst ab.
Der Begriff Equilibrierung wird insbesondere in der Thermodynamik und Statistischen Physik verwendet, um zu beschreiben, dass ein physikalisches System durch die Equilibrierung in seinen thermodynamischen Gleichgewichtszustand übergeht, also thermalisiert. Die Zeit, die dafür benötigt wird, wird als Equilibrierungszeit bezeichnet. Sie spielt bei numerischen Simulationen von physikalischen Systemen wie zum Beispiel Monte-Carlo-Simulationen eine wichtige Rolle, da erst nach Ablauf einer genügend langen Equilibrierungszeit die Messgrößen den gesuchten Gleichgewichtszustand des Systems wiedergeben. Die Zeit, die ein System zur Equilibrierung benötigt, hängt stark vom System und von der Temperatur ab, und ist daher oft nicht einfach zu bestimmen.

## Theoretische Beschreibungen
Der Vorgang der Equilibrierung kann mithilfe des H-Theorems oder Verallgemeinerungen davon (wie dem Relaxationstheorem) beschrieben werden: Ein abgeschlossenes System entwickelt sich (im Mittel) stets zum Zustand maximaler Entropie hin, das heißt während des Vorgangs der Equilibrierung kommt es zur Entropieproduktion.
Wie ein System bei äußeren Störungen des Gleichgewichts reagiert wird durch Transportkoeffizienten beschrieben (siehe auch Onsagersche Reziprozitätsbeziehungen).